# Großer Preis von Deutschland 1954

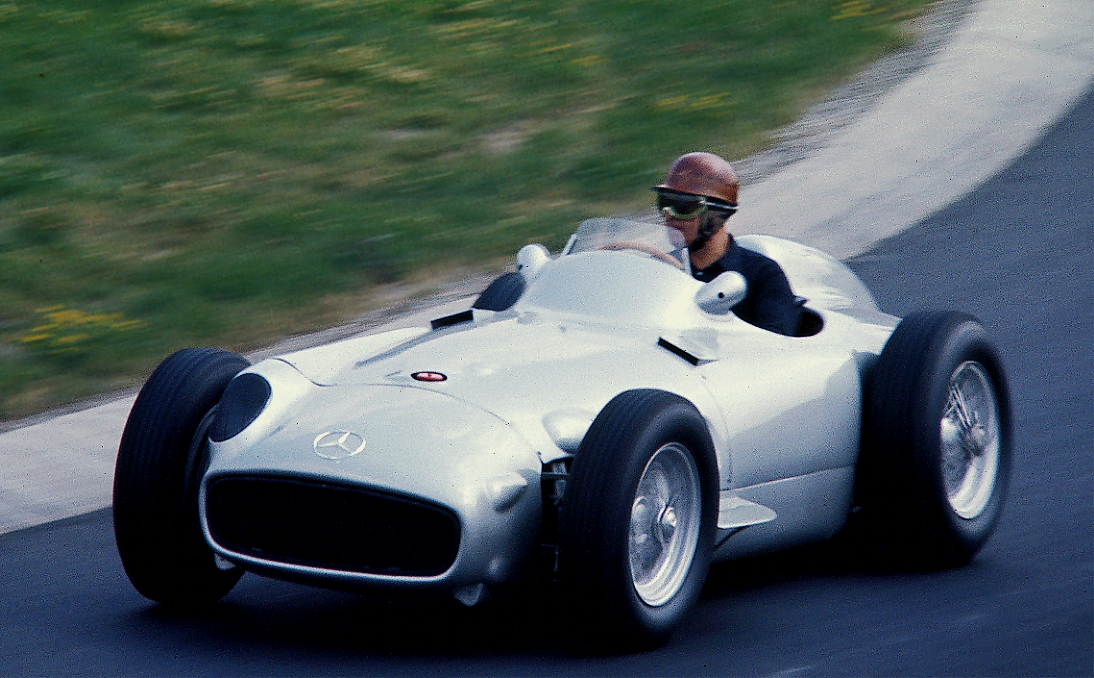
Karl Kling im W 196 beim Oldtimer-Grand-Prix 1976 in der Südkehre des Nürburgrings

Der Große Preis von Deutschland 1954 (offiziell XVII Großer Preis von Deutschland / Großer Preis von Europa) fand am 1. August auf dem Nürburgring in Nürburg statt und war das sechste Rennen der Automobil-Weltmeisterschaft 1954. Der 1954er Große Preis von Deutschland hatte auch den FIA-Ehrentitel Großer Preis von Europa.

## Bericht

### Hintergrund
In den beiden vorherigen Rennen zeigte sich, dass der Mercedes-Benz W 196 auf Hochgeschwindigkeitskursen wie Reims mit seiner Stromlinienform dem Rest des Feldes überlegen war, bei kurvenreichen Strecken wie Silverstone jedoch keine Siegchance hatte. Deshalb verzichtete Mercedes für den Großen Preis auf dem Nürburgring bei drei Wagen auf die Stromlinienform und brachte stattdessen eine neue Karosserie mit freistehenden Rädern. Der zu dieser Zeit amtierende Weltmeister Juan Manuel Fangio ging zusammen mit Karl Kling, Hermann Lang und Hans Herrmann für Mercedes an den Start. Herrmann fuhr den einzigen Stromlinienwagen. Für Lang war es das letzte Formel-1-Rennen seiner Karriere.
Theo Helfrich fuhr in seinem ebenfalls letzten Formel-1-Rennen einen Klenk-BMW. Für den Wagen war es der zweite und letzte Formel-1-Grand-Prix.
Nach dem Großen Preis von Großbritannien führte Fangio in der Fahrerwertung mit 13,5 Punkten vor seinem Landsmann José Froilán González, der zusammen mit Mike Hawthorn, Maurice Trintignant und Piero Taruffi für Ferrari an den Start ging.
Der Große Preis von Deutschland wurde von 16 auf 22 Runden verlängert, wodurch eine Gesamtdistanz von über 500 Kilometern zurückgelegt werden musste. Das führte zu einer Gesamtdauer des Rennens von 3 Stunden und 45 Minuten. Ohne Betrachtung der Indianapolis 500, die in den 1950er Jahren als Weltmeisterschaftsläufe zählten, war dies nach dem Großen Preis von Kanada 2011 das am längsten dauernde Formel-1-Rennen.

### Training
Im Training sicherte sich erneut Fangio die Pole-Position mit einer Zeit von 9:50,1 Minuten. Damit war er drei Sekunden schneller als der zweitplatzierte Hawthorn im Ferrari und zehn Sekunden schneller als Stirling Moss in einem privat eingesetzten Maserati. Weltmeisterschaftskontrahent González qualifizierte sich auf Platz fünf.

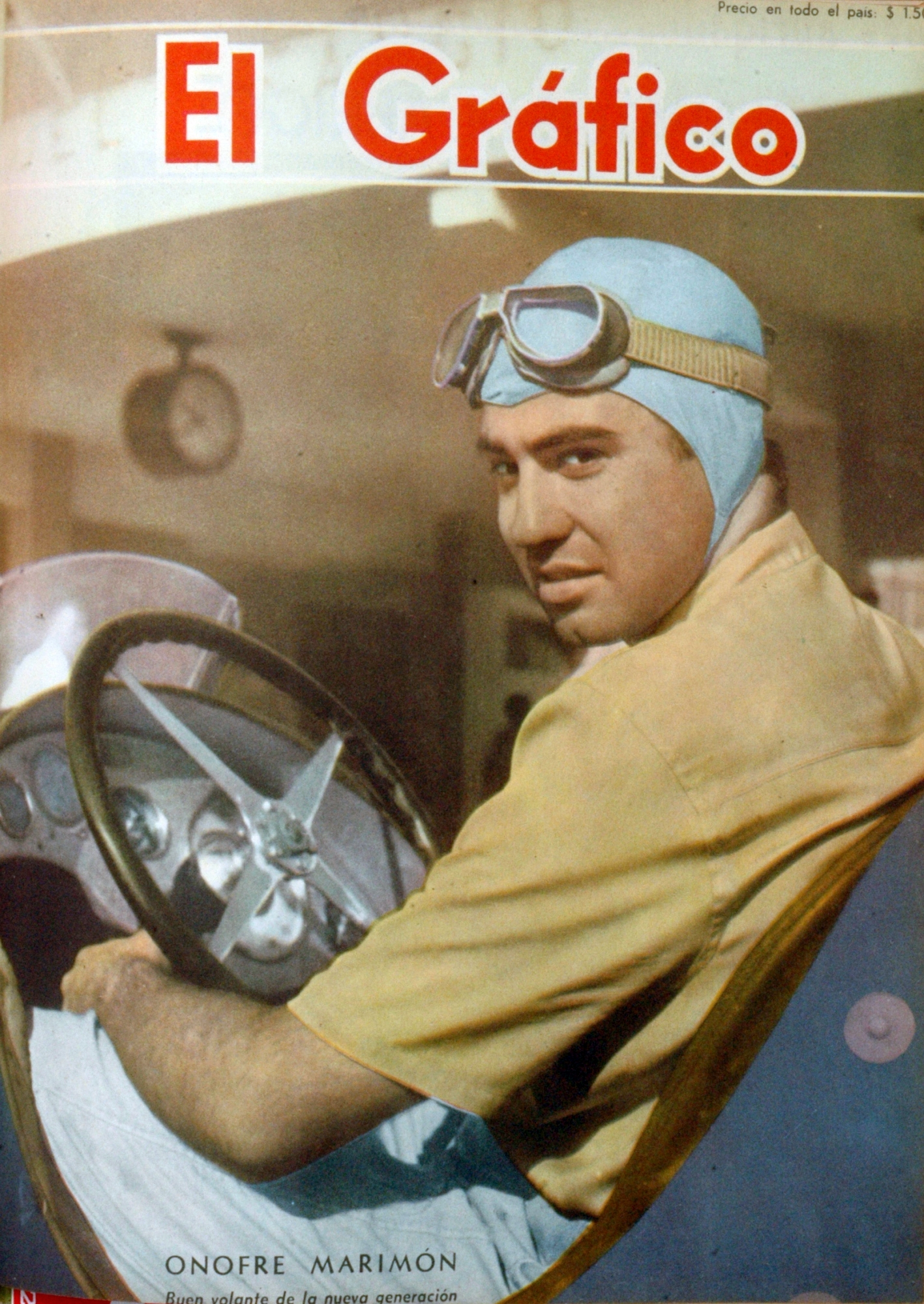
Für Onofre Marimón wurde es das letzte Grand-Prix-Wochenende

Der Argentinier Onofre Marimón verunglückte im Training tödlich. In der Wehrseifen-Kurve verlor er die Kontrolle über seinen Wagen und stürzte einen Abhang hinunter. Dabei überschlug sich sein Maserati mehrfach, wodurch Marimón unmittelbar beim Unfall starb. Marimón war das erste Todesopfer der Formel 1 an einem Rennwochenende. Aus Respekt und Trauer zogen Luigi Villoresi und Ken Wharton ihre Rennteilnahme zurück.

### Rennen
Beim Start bestätigte Mercedes seine Favoritenrolle. Fangio, Lang und Kling übernahmen die Führung und behielten sie in den ersten Runden des Rennens. Ferrari-Fahrer Hawthorn lag in aussichtsreicher Position hinter den beiden Mercedes, schied aber durch einen Aufhängungsschaden bereits in der dritten Runde aus. Moss und Roberto Mieres stellten ihre Wagen ebenfalls wegen technischer Defekte in der Anfangsphase des Rennens ab, ebenso wie die beiden Gordini-Fahrer André Pilette und Paul Frère. Kling überholte Lang und fuhr in 9:55,1 Minuten beziehungsweise mit 138,0 km/h die schnellste Runde des Rennens.
Das Rennen war geprägt von vielen Ausfällen durch technische Defekte oder Beschädigungen der Wagen. Auch die beiden Mercedes-Fahrer Lang und Herrmann fielen aus. Lang hatte sich mehrfach gedreht; dabei war der Motor abgestorben und konnte nicht wieder gestartet werden. Bei Herrmann war eine defekte Kraftstoffleitung Ausfallursache. Insgesamt kamen nur zehn Fahrer, weniger als die Hälfte des Fahrerfeldes, ins Ziel.
González beendete sein Rennen in Runde 16 freiwillig auf Platz drei liegend. Der bereits ausgeschiedene Hawthorn nutzte die Chance und übernahm González Wagen und versuchte in den folgenden Rennrunden mit dem Ferrari die beiden führenden Mercedes einzuholen.
An der Spitze des Feldes führten Fangio und Kling einen harten teaminternen Kampf, bei dem Kling von der Strecke abkam und seinen Wagen beschädigte. Er musste zu einem ungeplanten Reparaturboxenstopp kommen. Nachdem Lang vorher ebenfalls auf Platz zwei liegend in der zehnten Runde nach einem Dreher ausgeschieden war, übernahm Hawthorn dessen Position. Hawthorn machte weiteren Boden auf Fangio gut, wurde aber durch beginnenden Nieselregen gegen Ende des Rennens eingebremst.
Damit gewann Fangio den Großen Preis von Deutschland ungefährdet mit einem Start-Ziel-Sieg. Hawthorn wurde Zweiter vor seinem Teamkollegen Trintignant. Kling im Mercedes und Sergio Mantovani komplettierten die Punkteränge. Mantovani holte somit Punkte für Maserati. Kling erhielt für die schnellste Rennrunde zusätzlich einen Meisterschaftspunkt.
In der Fahrerweltmeisterschaft baute Fangio seinen Vorsprung auf Kontrahent und Landsmann González weiter aus. Ein Sieg im nächsten Rennen würde den vorzeitigen zweiten Titelgewinn Fangios bedeuten. Gonzalez und Trintignant blieben weiterhin die nächsten Verfolger von Fangio. Hawthorn und Kling lagen auf den Plätzen vier und fünf.

## Meldeliste
| Team                      | Nr. | Fahrer                | Chassis                                    | Motor                | Reifen |
| ------------------------- | --- | --------------------- | ------------------------------------------ | -------------------- | ------ |
| Scuderia Ferrari          | 01  | José Froilán González | Ferrari 625F1                              | Ferrari 2.5 L4       | P      |
| Scuderia Ferrari          | 02  | Maurice Trintignant   | Ferrari 625F1                              | Ferrari 2.5 L4       | P      |
| Scuderia Ferrari          | 03  | Mike Hawthorn         | Ferrari 553 Squalo/Ferrari 555 Supersqualo | Ferrari 2.5 L4       | P      |
| Scuderia Ferrari          | 04  | Piero Taruffi         | Ferrari 625F1                              | Ferrari 2.5 L4       | P      |
| Officine Alfieri Maserati | 05  | Luigi Villoresi       | Maserati 250F                              | Maserati 2.5 L6      | P      |
| Officine Alfieri Maserati | 06  | Onofre Marimón        | Maserati 250F                              | Maserati 2.5 L6      | P      |
| Officine Alfieri Maserati | 07  | Sergio Mantovani      | Maserati 250F                              | Maserati 2.5 L6      | P      |
| Roberto Mieres            | 08  | Roberto Mieres        | Maserati 250F                              | Maserati 2.5 L6      | P      |
| Equipe Gordini            | 09  | Jean Behra            | Gordini Type 16                            | Gordini 2.5 L6       | E      |
| Equipe Gordini            | 10  | Paul Frère            | Gordini Type 16                            | Gordini 2.0 L6       | E      |
| Equipe Gordini            | 11  | Clemar Bucci          | Gordini Type 16                            | Gordini 2.5 L6       | E      |
| Equipe Gordini            | 12  | André Pilette         | Gordini Type 16                            | Gordini 2.5 L6       | E      |
| B. Bira                   | 14  | Prinz Bira            | Maserati 250F                              | Maserati 2.5 L6      | P      |
| Harry Schell              | 15  | Harry Schell          | Maserati A6GCM                             | Maserati 2.5 L6      | P      |
| AE Moss                   | 16  | Stirling Moss         | Maserati 250F                              | Maserati 2.5 L6      | P      |
| Owen Racing Organisation  | 17  | Ken Wharton           | Maserati 250F                              | Maserati 2.5 L6      | D      |
| Daimler-Benz AG           | 18  | Juan Manuel Fangio    | Mercedes-Benz W 196                        | Mercedes-Benz 2.5 L8 | C      |
| Daimler-Benz AG           | 19  | Karl Kling            | Mercedes-Benz W 196                        | Mercedes-Benz 2.5 L8 | C      |
| Daimler-Benz AG           | 20  | Hans Herrmann         | Mercedes-Benz W 196                        | Mercedes-Benz 2.5 L8 | C      |
| Daimler-Benz AG           | 21  | Hermann Lang          | Mercedes-Benz W 196                        | Mercedes-Benz 2.5 L8 | C      |
| Hans Klenk                | 22  | Theo Helfrich         | Klenk Meteor                               | BMW 2.0 L6           |        |
| Ecurie Rosier             | 14  | Robert Manzon         | Ferrari 625F1                              | Ferrari 2.5 L4       | P      |
| Ecurie Rosier             | 15  | Louis Rosier          | Ferrari 500/Ferrari 625F1                  | Ferrari 2.5 L4       | D      |

## Klassifikationen

### Startaufstellung
| Pos. | Fahrer                | Konstrukteur | Zeit       | Start            |
| ---- | --------------------- | ------------ | ---------- | ---------------- |
| 01   | Juan Manuel Fangio    | Mercedes     | 9:50,1     | 01               |
| 02   | Mike Hawthorn         | Ferrari      | 9:53,3     | 02               |
| 03   | Stirling Moss         | Maserati     | 10:00,7    | 03               |
| 04   | Hans Herrmann         | Mercedes     | 10:01,5    | 04               |
| 05   | José Froilán González | Ferrari      | 10:01,8    | 05               |
| 06   | Paul Frère            | Gordini      | 10:05,9    | 06               |
| 07   | Maurice Trintignant   | Ferrari      | 10:07,5    | 07               |
| 08   | Onofre Marimón        | Maserati     | 10:11,3    | tödlicher Unfall |
| 09   | Jean Behra            | Gordini      | 10:11,9    | 08               |
| 10   | Luigi Villoresi       | Maserati     | unbekannt  | –                |
| 11   | Hermann Lang          | Mercedes     | 10:13,1    | 09               |
| 12   | Robert Manzon         | Ferrari      | 10:16,1    | 10               |
| 13   | Piero Taruffi         | Ferrari      | 10:23,0    | 11               |
| 14   | Harry Schell          | Maserati     | 10:28,7    | 12               |
| 15   | Sergio Mantovani      | Maserati     | 10:39,1    | 13               |
| 16   | Clemar Bucci          | Gordini      | 10:43,7    | 14               |
| 17   | Roberto Mieres        | Maserati     | 10:47,0    | 15               |
| 18   | Louis Rosier          | Ferrari      | 11:04,3    | 16               |
| 19   | Prinz Bira            | Maserati     | 11:10,3    | 17               |
| 20   | André Pilette         | Gordini      | 11:13,4    | 18               |
| 21   | Theo Helfrich         | Klenk Meteor | 11:18,3    | 19               |
| 22   | Ken Wharton           | Maserati     | keine Zeit | –                |
| 23   | Karl Kling            | Mercedes     | keine Zeit | 20               |

### Rennen
| Pos. | Fahrer                | Konstrukteur | Runden | Stopps | Zeit       | Start | Schnellste Runde |
| ---- | --------------------- | ------------ | ------ | ------ | ---------- | ----- | ---------------- |
| 01   | Juan Manuel Fangio    | Mercedes     | 22     |        | 3:45:45,8  | 01    |                  |
| 02   | José Froilán González | Ferrari      | 22     |        | + 1:36,5   | 05    |                  |
| 02   | Mike Hawthorn         | Ferrari      | 22     |        | + 1:36,5   | 05    |                  |
| 03   | Maurice Trintignant   | Ferrari      | 22     |        | + 5:08,6   | 07    |                  |
| 04   | Karl Kling            | Mercedes     | 22     |        | + 6:06,5   | 20    | 9:55,1           |
| 05   | Sergio Mantovani      | Ferrari      | 21     |        | + 1 Runde  | 13    |                  |
| 06   | Piero Taruffi         | Ferrari      | 21     |        | + 1 Runde  | 11    |                  |
| 07   | Harry Schell          | Maserati     | 21     |        | + 1 Runde  | 12    |                  |
| 08   | Louis Rosier          | Ferrari      | 21     |        | + 1 Runde  | 16    |                  |
| 09   | Robert Manzon         | Ferrari      | 20     |        | + 2 Runden | 10    |                  |
| 10   | Jean Behra            | Gordini      | 20     |        | + 2 Runden | 08    |                  |
| –    | Prinz Bira            | Maserati     | 18     |        | DNF        | 17    |                  |
| –    | Hermann Lang          | Mercedes     | 10     |        | DNF        | 09    |                  |
| –    | Clemar Bucci          | Gordini      | 8      |        | DNF        | 14    |                  |
| –    | Theo Helfrich         | Klenk Meteor | 8      |        | DNF        | 19    |                  |
| –    | Hans Herrmann         | Mercedes     | 7      |        | DNF        | 04    |                  |
| –    | Paul Frère            | Gordini      | 4      |        | DNF        | 06    |                  |
| –    | Mike Hawthorn         | Ferrari      | 3      |        | DNF        | 02    |                  |
| –    | Roberto Mieres        | Maserati     | 2      |        | DNF        | 15    |                  |
| –    | Stirling Moss         | Maserati     | 1      |        | DNF        | 03    |                  |
| –    | André Pilette         | Gordini      | 0      | 0      | DNF        | 18    | –                |
| DNS  | Onofre Marimón        | Maserati     | –      | –      | –          | –     | –                |
| DNS  | Luigi Villoresi       | Maserati     | –      | –      | –          | –     | –                |
| DNS  | Ken Wharton           | Maserati     | –      | –      | –          | –     | –                |

## WM-Stand nach dem Rennen
Die ersten fünf bekamen 8, 6, 4, 3 bzw. 2 Punkte; einen Punkt gab es für die schnellste Runde. Beim Großen Preis von Großbritannien teilten sich sieben Fahrer die schnellste Runde, sodass jeder 1/7 eines Punktes, also 0,14 Punkte erhielt. Es zählten nur die vier besten Ergebnisse aus acht Rennen.

### Fahrerwertung
| Pos. | Fahrer                  | Konstrukteur        | Punkte |
| ---- | ----------------------- | ------------------- | ------ |
| 01   | Juan Manuel Fangio      | Maserati / Mercedes | 36,14  |
| 02   | José Froilán González   | Ferrari             | 17,64  |
| 03   | Maurice Trintignant     | Ferrari             | 15     |
| 04   | Mike Hawthorn           | Ferrari             | 10,64  |
| 05   | Karl Kling              | Mercedes            | 10     |
| 06   | Bill Vukovich           | Kurtis Kraft        | 8      |
| 07   | Giuseppe Farina         | Ferrari             | 6      |
| 08   | Jimmy Bryan             | Kuzma               | 6      |
| 09   | Jack McGrath            | Kurtis Kraft        | 5      |
| 10   | Stirling Moss           | Maserati            | 4,14   |
| 11   | Onofre Marimón †        | Maserati            | 4,14   |
| 12   | Robert Manzon           | Ferrari             | 4      |
| 13   | Prinz Bira              | Maserati            | 3      |
| 14   | Élie Bayol              | Gordini             | 2      |
| 15   | André Pilette           | Gordini             | 2      |
| 16   | Mike Nazaruk            | Kurtis Kraft        | 2      |
| 17   | Luigi Villoresi         | Maserati            | 2      |
| 18   | Sergio Mantovani        | Maserati            | 2      |
| 19   | Troy Ruttman            | Kurtis Kraft        | 1,5    |
| 20   | Duane Carter            | Kurtis Kraft        | 1,5    |
| 21   | Hans Herrmann           | Mercedes            | 1      |
| 22   | Jean Behra              | Gordini             | 0,14   |
| 23   | Alberto Ascari          | Maserati            | 0,14   |
| 24   | Roberto Mieres          | Maserati            | 0      |
| 25   | Emmanuel de Graffenried | Maserati            | 0      |
| 26   | Umberto Maglioli        | Ferrari             | 0      |
| 27   | Piero Taruffi           | Ferrari             | 0      |

| Pos. | Fahrer                | Konstrukteur | Punkte |
| ---- | --------------------- | ------------ | ------ |
| 28   | Ken Wharton           | Maserati     | 0      |
| 29   | Bob Gerard            | Cooper       | 0      |
| 30   | Don Beauman           | Connaught    | 0      |
| 31   | Harry Schell          | Maserati     | 0      |
| 32   | Leslie Marr           | Connaught    | 0      |
| 33   | Leslie Thorne         | Connaught    | 0      |
| 34   | Horace Gould          | Cooper       | 0      |
| 35   | Louis Rosier          | Ferrari      | 0      |
| –    | Roger Loyer           | Gordini      | 0      |
| –    | Jorge Daponte         | Maserati     | 0      |
| –    | Paul Frère            | Gordini      | 0      |
| –    | Jacques Swaters       | Ferrari      | 0      |
| –    | Roy Salvadori         | Maserati     | 0      |
| –    | Lance Macklin         | HWM          | 0      |
| –    | Georges Berger        | Gordini      | 0      |
| –    | Jacques Pollet        | Gordini      | 0      |
| –    | Bill Whitehouse       | Connaught    | 0      |
| –    | Ron Flockhart         | Maserati     | 0      |
| –    | John Riseley-Prichard | Connaught    | 0      |
| –    | Reg Parnell           | Ferrari      | 0      |
| –    | Clemar Bucci          | Gordini      | 0      |
| –    | Peter Collins         | Vanwall      | 0      |
| –    | Peter Whitehead       | Cooper       | 0      |
| –    | Eric Brandon          | Cooper       | 0      |
| –    | Hermann Lang          | Mercedes     | 0      |
| –    | Theo Helfrich         | Klenk Meteor | 0      |